# Orde van de Rijzende Zon

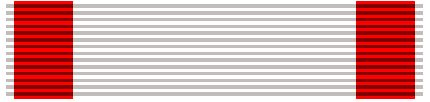
Lint van de Orde

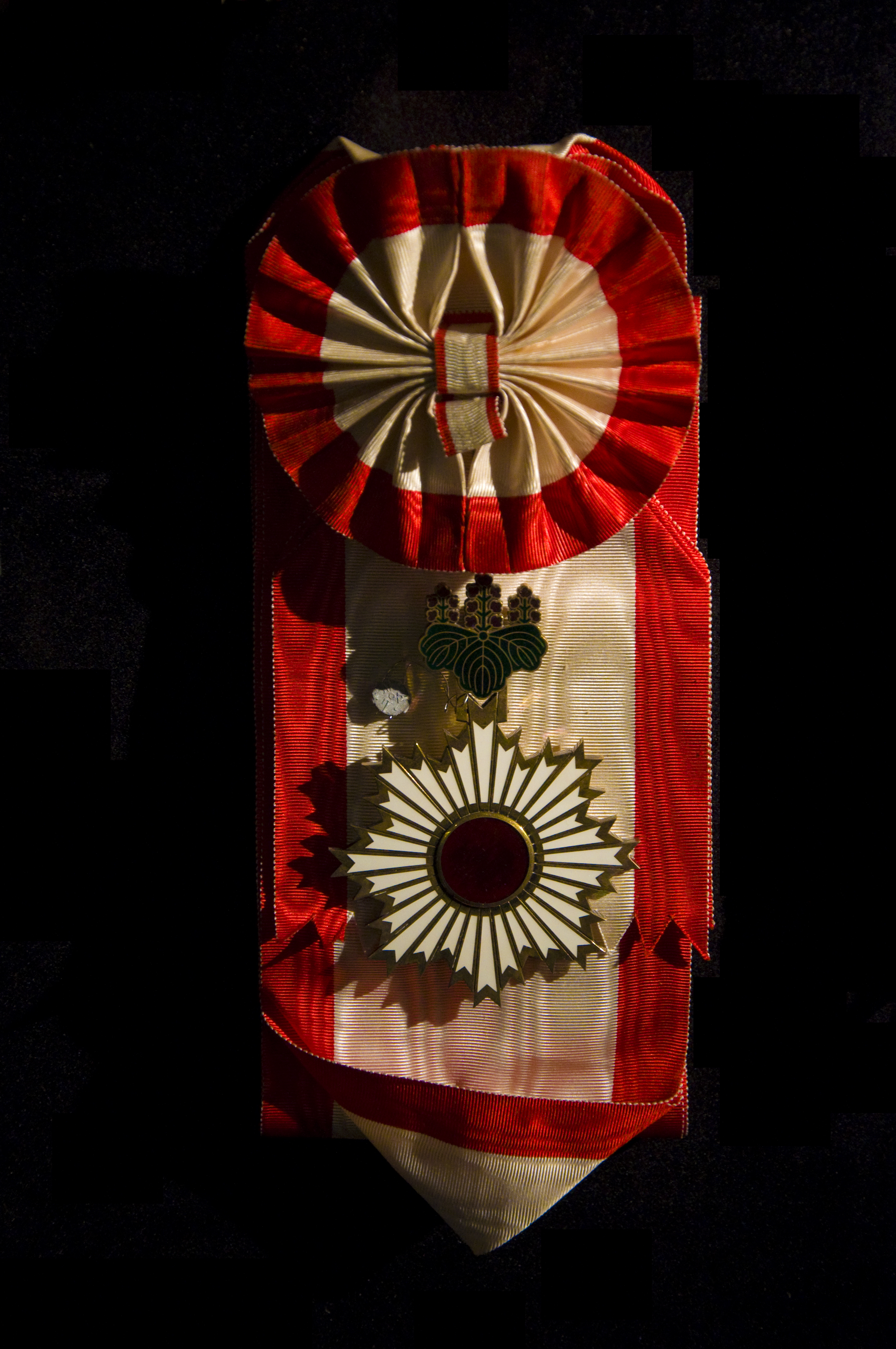
Grootlint en ster in het museum Grand Curtius

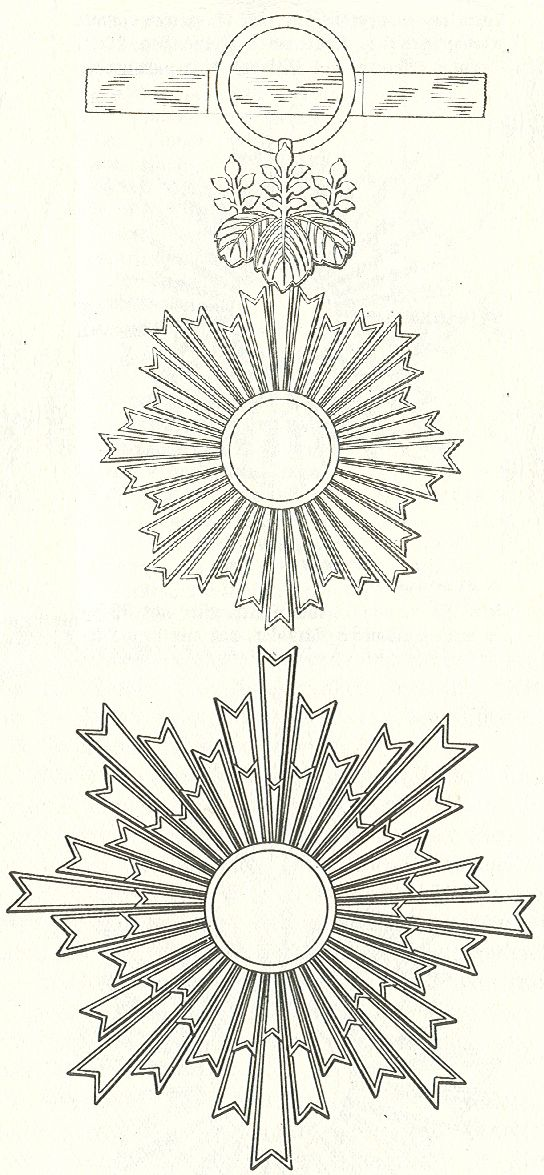
IIe Klasse

De Orde van de Rijzende Zon (旭日章, Kyokujitsu shō) werd op 10 april 1875 door de Meiji-keizer ingesteld. Het was de eerste Japanse Ridderorde en de grote hervormer Meiji volgde het voorbeeld van de Europese ridderorden. De vormgeving is daarentegen wel typisch Japans. Er is gebruikgemaakt van bloemen.
Op 3 of 4 januari 1888 stelde de keizer de "Paulownia-Zonneorde" of "Grootlint van de Orde van de Rijzende Zon met paulownia bloesems" in. De paulownia (keizersboom), een boomsoort met prachtige en heerlijk ruikende bloesems, is in de Japanse Shinto-religie heilig.

De Orde is na de Chrysanthemumorde en de genoemde Paulownia-Zonneorde de hoogste Japanse decoratie.

De Orde bleef tot 2003 gereserveerd voor heren. Dames werden onderscheiden met Kroonorde.

## De negen klassen van de Orde
- Bijzondere Ie Klasse; Het genoemde Grootlint van de Orde van de Rijzende Zon met Pauwlonia bloesems.
- Ie Klasse of Grootlint

Het kleinood is een achtpuntige ster aan een breed lint over de rechterschouder. De ster wordt op de linkerborst gedragen.
Deze decoratie wordt aan leden van de regerende families in kleinere landen, hoge edelen, generaals, admiraals en ambassadeurs toegekend.
- IIe Klasse met gouden of zilveren ster

Het kleinood is een achtpuntige ster. Er is geen lint en de ster wordt op de rechterborst gedragen.
Deze decoratie wordt aan vlagofficieren hoge ambtenaren die al met de Orde van de Heilige Schatten IIe Klasse zijn onderscheiden toegekend.
- IIIe Klasse met gouden ster en cravatte

Het kleinood is een achtpuntige ster aan een lint om de hals. De ster wordt op de rechterborst gedragen. 
Deze decoratie wordt aan kolonels en hogere ambtenaren die al met de Orde van de Heilige Schatten IIIe Klasse zijn onderscheiden toegekend.
- IVe Klasse met gouden stralen en rozet

Het kleinood is een achtpuntige ster aan een lint met rozet en wordt op de linkerborst gedragen.
Deze decoratie wordt aan kapiteins en majoors en hogere ambtenaren die al met de Orde van de Heilige Schatten IVe Klasse zijn onderscheiden toegekend.
- Ve Klasse met gouden en zilveren stralen

Het kleinood is een achtpuntige ster en wordt op de linkerborst gedragen.
Deze decoratie wordt aan kapiteins, eerste luitenants en ambtenaren maar ook aan drie jaar in Japan werkzame attachés van ambassades toegekend.
- VIe Klasse met zilveren stralen

Het kleinood is een achtpuntige ster en wordt op de linkerborst gedragen.
Deze decoratie wordt aan luitenants en lagere ambtenaren maar ook aan drie jaar in Japan werkzame attachés van ambassades toegekend.Ook aan ambtenaren die al met de Orde van de Heilige schatten VIe Klasse zijn onderscheiden kan deze onderscheiding worden verleend.
- VIIe Klasse; de Paulowniamedaille met groene bladeren.

De medaille is een paulowniablad met bloesem en wordt aan een lint.
Deze decoratie wordt aan onderofficieren maar ook aan lagere ambtenaren die de Orde van de Heilige Schatten VIIe Klasse al bezitten toegekend. Ook het personeel van bezoekende vorstelijke personen komt voor deze medaille in aanmerking. 
- VIIIe Klasse; de Paulowniamedaille met witte bladeren.

Deze decoratie wordt aan soldaten en matrozen toegekend. Ook het lagergeplaatste personeel van bezoekende vorstelijke personen komt voor deze medaille in aanmerking. 
Dit is grove weergave. Iedere graad in de Orde wordt met een Japans woord aangeduid.
Het aantal bloemen op de bloesems is bij de Eerste Klasse zeven en vijf maar bij de medailles zijn er slechts drie en vijf bloesems. 

## De versierselen van de Orde
De Grootkruisen dragen een breed wit lint met rode strepen over de rechterschouder. Het uiteinde is tot een strik opgemaakt en daaraan hangt het kleinood; een wit geëmailleerde onregelmatig gevormde achtpuntige gouden schijf van 32 stralen met als hart een purperrode zon.
Boven het kleinood is een lichtgroen paulownia blad met drie omhoogstekende bloesems als verhoging bevestigd. 
De ster is gelijk aan het kleinood maar is iets groter en mist de verhoging. De ster wordt op de rechter- of linkerborst gedragen.

## Een aantal met de Orde onderscheiden personen
- Creighton Abrams
- Momofuku Ando
- Erwin Baelz
- Albert M. Craig
- Cornelis van Doorn
- Rudi Demotte
- Albert Emmink
- Bill Frenzel
- Thomas Glover
- Jacob van der Goot
- Louis Grondijs
- Generaal Hitoshi Imamura
- Kenzaburo Hara
- Judayu Hosoya
- Sultan Ibrahim van Johore
- Masaru Ibuka
- Jigoro Kano
- Donald Keene
- Jan Kowalewski
- Curtis LeMay
- Henri Lenferink
- Douglas MacArthur
- Mike Mansfield
- Edwin McClellan
- Earl Miner
- Radboud Molijn
- Akio Morita
- Józef Piłsudski
- Vincenzo Ragusa
- Johannis de Rijke
- Klaas Ruitenbeek
- Aung San
- Jacob Schiff
- Frederik L. Schodt
- George Shultz
- Go Seigen

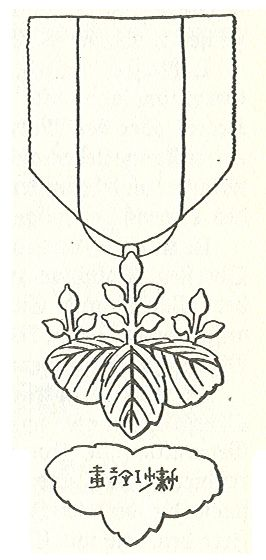
VIIe Klasse en revers

- Sultan Musa Ghiatuddin Riayat Shah van Selangor
- Hideo Takamine
- George Takei
- Isamu Takeshita
- George Tsutakawa
- Willy Vande Walle
- Elise Wessels
- Lee Kuan Yew
- Akira Yoshizawa
- Rudi Vervoort
- Jan van Zanen
- Karl Dönitz
- Reinhard Heydrich
- Erica Terpstra